# Vaderlandsch Verbond
Het Vaderlandsch Verbond was een conservatief-liberale en nationalistisch gezinde politieke partij die van 1924 tot 1932 in Nederland bestond. De partij ontwikkelde zich in haar bestaan van conservatief-liberale in half-fascistische en anti-democratische richting.

## Geschiedenis

### Oprichting, doelstellingen
Het Vaderlandsch Verbond (VV) werd op 15 november 1924 opgericht in Den Haag door notabelen die afkomstig waren uit verschillende liberale partijen zoals de Vrijheidsbond, de Economische Bond, de Liberale Partij, en de Staatspartij voor de Volkswelvaart. De meesten waren afkomstig uit de laatste twee partijen die vrijwel opgingen in het Vaderlandsch Verbond. De oprichters en leden van het VV waren, maatschappelijk gezien, bepaald niet de eersten de besten. Bekende namen die zich aan het VV verbonden waren de oud-president van het Gerechtshof te Leeuwarden, mr. R.A. Fockema (de eerste voorzitter van het VV), de oud-burgemeester van Soest, mr. J.A.A.H. de Beaufort (de zoon van de vrij-liberale mr. W.H. de Beaufort die rond de eeuwwisseling minister van Buitenlandse Zaken was geweest), oud-hoofdingenieur van de Nederlandse Spoorwegen, ir. J.W. Nierstrasz, luitenant-kolonel A.F.L. Faubel, oud-Tweede Kamerlid voor de Liberale Unie M.I.W.J. Bijleveld e.a. Deze laatste trad bij de Tweede Kamerverkiezingen van 1925 op als lijsttrekker van het VV. Een van de bekendste sympathisanten van het VV was oud-minister mr. S. van Houten die zijn carrière was begonnen als een van de meest vooruitstrevende liberalen en zich langzaam maar zeker ontwikkelde in uiterst behoudende richting. Van Houten werd echter nooit lid van het VV, dit in tegenstelling tot zijn dochter, mej. M. van Houten, die zelfs op de kandidatenlijst van het VV prijkte. Mej. mr. Lizzy van Dorp, een van de belangrijkste feministen, en op velerlei gebied een geestverwante van het VV, weigerde zich echter bij de nieuwe partij aan te sluiten omdat het VV in haar ogen niet onverkort instemde met het vrijhandelsstelsel.
Via een "Oproep" maakte de partij zich in januari 1925 aan het grote publiek bekend. Hoewel de partij in dit stadium nog volstrekt niet fascistisch is te noemen, bleek uit de inhoud van de oproep wel een grote mate van ontevredenheid over het functioneren van de democratie. De "Oproep" begint dan ook veelzeggend met de tekst: "Ons politiek leven is ernstig ziek". In de "Oproep" spreekt een grote onvrede over de herverdeling van het nationale inkomen onder de bevolking en worden niet nader genoemde partijen - waarbij het overigens duidelijk moge zijn dat het hierbij om de confessionele partijen en de SDAP gaat - ervan beschuldigd "groeperingen [te zijn] geworden van bepaalde volksdeelen, waardoor niet het algemeen, maar het groepsbelang op den voorgrond is gekomen".. Schuld van deze onzalige situatie was in de ogen van het Vaderlandsch Verbond de invoering van het stelsel van evenredige vertegenwoordiging in 1917 ter vervanging van het districtenstelsel. Hoewel men sterk de indruk krijgt dat de leden van het VV weinig sympathiek staan t.o.v. de invoering van het algemeen kiesrecht, wordt toch nergens de afschaffing hiervan bepleit. Een uitgewerkt program wil het VV niet geven (!) wel standpunten, "Grondslagen" genoemd. Behalve enkele traditionele conservatieve standpunten ("behoud van de (...) monarchie, behoud van de weerbaarheid des volks" etc.) "zit hem de eigenlijke kern in de punten betreffende de sociale en economische politiek" (De Jonge, p. 90) waarbij wordt uitgegaan van de gedachte "vrijheid (...) mag slechts worden ingeperkt, indien het algemeen belang (...) dat (...) eischt." Met deze vrijheid wordt dan vooral gedacht aan economische vrijheid wat blijkt uit de sociaal-economische punten van de "Grondslagen". De ondertekenaars van de "Oproep" ontkenden voor "linksch of rechts" te staan maar "gericht (...) op de nationale en internationale belangen van ons dierbaar vaderland". Tot zover lijkt het VV een gewone, ouderwetse liberale partij met een duidelijke nationalistische en conservatieve inslag.
De Grondslagen van het Vaderlandsch Verbond
1. Behoud van de constitutionele monarchie;
2. Wering van bevoordeling of bevoorrechting van enige klasse of groep;
3. Herziening van het kiesrecht ("waardoor de rechtstreeksche band tusschen kiezers en gekozene wordt hersteld en den gekozene een grootere mate van onafhankelijkheid wordt gewaarborgd.");
4. Grootste mogelijke vrijheid voor het particulier initiatief ("beperking van de overheidsbemoeiing tot het onvermijdelijke");
5. Behoud van de weerbaarheid;
6. Gelijkstelling openbaar en bijzonder onderwijs.[10]

Ir. J.W. Nierstrasz, de secretaris van het VV gaf daarop een boekje uit "Volk en staat" getiteld, waarin hij zich sterk afzette tegen de sociale voorzieningen die van staatswege waren doorgevoerd. Hij maakt een onderscheid tussen "staat" en "maatschappij": de staat heeft geen rol als het gaat om het bieden van sociale zekerheid, daar moet de "maatschappij" voor zorgen. Hieruit blijkt dat het VV enerzijds terug wilde keren naar de negentiende-eeuwse individualistische nachtwakersstaat (een concept dat in Nederland overigens maar op weinig aanhangers kon rekenen) en anderzijds een beroep doet op de "maatschappij" om sociale misstanden op te lossen. Dat dit negentiende-eeuwse individualisme (dat slechts in naam liberalisme mag heten) juist verantwoordelijk is geweest voor het afbreken van de sociale banden door eenzijdig de nadruk te leggen op het individu, diens vrijheid en de bevrediging van diens eigen behoeften (en dus de morele verplichting tot hulp aan de hulpbehoevende plaats heeft laten maken voor de mogelijkheid of keuze om de hulpbehoevende te helpen) schijnt niet te zijn opgekomen bij de auteur.
Op 14 juni 1925 vond een eerste landdag van het VV plaats in de tuin van het hotel "Boschlust" in Zeist waar een deel van de kandidaten voor de komende verkiezingen werden gepresenteerd. Het bijzondere van deze gebeurtenis is dat hier filmopnamen van zijn gemaakt die bewaard zijn gebleven.

### Tweede Kamerverkiezingen 1925 en daarna
Bij de verkiezingen van 1925 behaalde de partij onder aanvoering van Bijleveld slechts 12.597 stemmen, d.i. 0,4% van het totaal. Dit slechte resultaat leidde tot onrust binnen de gelederen van de partij. Na het ontluisterende verkiezingsresultaat werden fusiebesprekingen aangegaan met het fascistische Verbond van Actualisten (VVA) dat openlijk gekant was tegen de democratie en een autoritaire staat bepleitte. Tot een fusie kwam het echter niet omdat een fusie inging tegen de statutaire bepalingen van het VVA. Om deze reden stapte een meerderheid uit het VVA om zich tijdens een vergadering op 12 juni 1926 bij het VV aan te sluiten. Ter gelegenheid hiervan werd de naam van het Vaderlandsch Verbond veranderd in Het Vaderlandsch Verbond (HVV). Deze ontwikkeling (n.l. de fusie) werd niet door iedereen binnen het VV gewaardeerd en een gematigde minderheid (De Liberale Groep Mr. Van Houten) die doorhad dat het VV nu wel erg ver was afgedreven van de oorspronkelijke doelstellingen trad dan ook uit de partij. De uitgetreden leden kwamen later voor een deel terecht bij de Vrijheidsbond.
In de jaren na het samengaan van de actualisten en het VV ontwikkelde HVV zich inderdaad steeds meer in fascistoïde richting. Herhaaldelijk werd nu het Italiaanse fascisme geprezen en vonden er spreekbeurten plaats waarin het fascisme nader werd toegelicht. In 1927 nam HVV een beginselprogramma aan waarin HVV "de z.g. democratie verwerpt, die, bedriegelijk in haar naam, (...) aan de massa des volks suggereert een voor de volkswelvaart noodlottige overschatting van haar bekwaamheid om te beslissen over haar algemeene belangen en de daaraan dienstige middelen" De staatsmacht moest gevestigd worden in handen van "onafhankelijken" en "bekwamen" en de macht van de "vertegenwoordigende lichamen in staat, provincie en gemeente" moest worden ingekrompen ten gunste van de uitvoerende macht. Ook moesten de persvrijheid en recht van vereniging en vergadering aan banden worden gelegd.
Van enig organisatieleven was echter geen sprake en HVV leed dan ook een kwijnend bestaan. De industrieel S.A. Maas gaf het weekblad Nederland uit, dat echter in de loop der tijd nog maar sporadisch verscheen, en waarin de schrijvers van de diverse artikelen zich sterk kantten tegen de democratische rechtsstaat. Na het 39e hield Nederland op te bestaan. In februari 1932 "fuseerde" HVV met het Nieuw Verbond van Nationalisten.

## Prominente leden en sympathisanten
- Mr. J.A.A.H. de Beaufort (1876-1947), oud-burgemeester van Soest, zoon van W.H. de Beaufort, oud-minister van Buitenlandse Zaken
- R.W. Dahmen von Buchholz (1889-1967), secretaris HVV, fascist, later nationaalsocialist
- M.I.W.J. Bijleveld (1874-1931), oud-Tweede Kamerlid voor de Liberale Unie, lijsttrekker 1925
- Lt.-kolonel A.F.L. Faubel (1865-1953), militair en koloniaal bestuurder
- Mr. J.A. Fockema (1853-1939), oud-president Gerechtshof van Leeuwarden
- Mr. S. van Houten (1837-1930), oud-minister van Binnenlandse Zaken (sympathisant, maar brak al snel met het VV)
- Mej. Mr. M.A. van Houten (1886-1978), ambtenaar, kandidaat Tweede Kamer (1925) voor het VV, dochter van S. van Houten[18]
- Dr. K.H.E. de Jong (1872-1960), privaatdocent, oprichter en voorzitter VVA, voorzitter HVV 1927-1928
- Jhr. mr. dr. W.D. de Jonge (1883-1942), ambtenaar, trad later toe tot de Vrijheidsbond
- Mr. Ph. C. de Laat de Kanter (1866-1935), oprichter (1917) Algemeene Staatspartij
- S.A. Maas, industrieel (eigenaar jeneverfabriek in Schiedam), uitgever weekblad Nederland, fascist
- Ir. J.W. Nierstrasz (1866-1953), hoofdingenieur spoorwegen, voorzitter VV en HVV (1926, 1927)
- Mr. J.G. Schürmann, advocaat, voorzitter VV in 1926
- W. Stork (1861-), industrieel
- Mr. A. Tak (1864-1934), advocaat-generaal bij de Hoge Raad, oud-voorzitter Economische Bond
- J.D. Viruly (1882-1965), wielrenner, burgemeester van Westkapelle, later een van de voornaamste critici[19]